# Liste der Naturschutzgebiete im Landkreis Freising
Im Landkreis Freising gibt es sieben Naturschutzgebiete. Zusammen nehmen sie im Landkreis eine Fläche von etwa 1120 Hektar ein. Das größte Naturschutzgebiet ist das 1985 eingerichtete Naturschutzgebiet Isarauen zwischen Hangenham und Moosburg.
| Name                                     | Bild | Kennung                   | Kreis                                  | Einzelheiten | Position | Fläche Hektar | Datum         |
| ---------------------------------------- | ---- | ------------------------- | -------------------------------------- | --- | -------- | ------------- | ------------- |
| Alte Kiesgrube bei Vötting               | BW   | NSG-00045.01 WDPA: 81267  | Landkreis Freising                     | | ⊙        | 1,47          | 1943          |
| Amperauen mit Altwasser bei Palzing      |      | NSG-00291.01 WDPA: 162201 | Landkreis Freising                     | | ⊙        | 64,01         | 14. Okt. 1986 |
| Echinger Lohe                            |      | NSG-00044.01 WDPA: 81570  | Landkreis Freising                     | | ⊙        | 23,69         | 24. Nov. 1976 |
| Garchinger Heide                         |      | NSG-00389.01 WDPA: 81713  | Landkreis Freising                     | | ⊙        | 26,89         | 9. Juli 1991  |
| Isarauen zwischen Hangenham und Moosburg |      | NSG-00246.01 WDPA: 163928 | Landkreis Erding, Landkreis Freising   | Langenbach, Moosburg an der Isar, Eitting, Langenpreising Halbtrockenrasen mit spezialisierten Insekten und Pflanzen. LK Erding 50,53 ha, LK Freising 577,56 ha. | ⊙        | 628,09        | 10. Mai 1985  |
| Mallertshofer Holz mit Heiden            |      | NSG-00501.01 WDPA: 164561 | Landkreis Freising, Landkreis München  | LK Freising 235,82 ha, LK München 363,79 ha | ⊙        | 599,61        | 18. Okt. 1994 |
| Vogelfreistätte Mittlere Isarstauseen    |      | NSG-00170.01 WDPA: 82804  | Landkreis Freising, Landkreis Landshut | LK Freising 191,12 ha, LK Landshut 399,13 ha | ⊙        | 590,25        | 23. Sep. 1982 |
| Legende für Naturschutzgebiet            |      |                           |                                        | |          |               |               |